# Gina Gogean

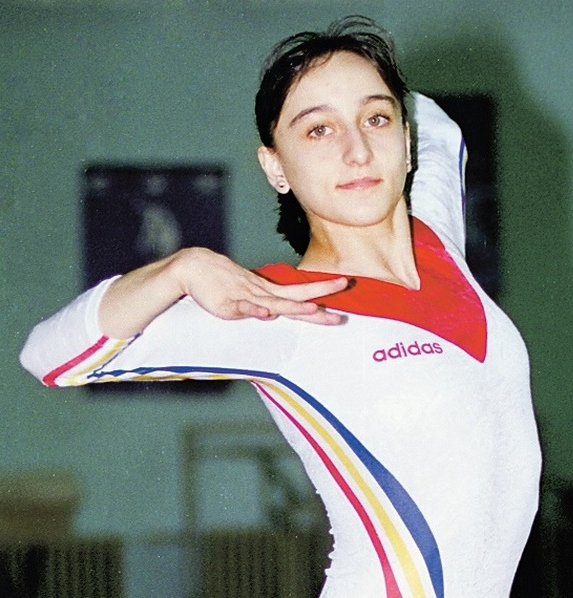
Gina Gogean

Gina Gogean (* 9. September 1978 in Câmpuri) ist eine ehemalige rumänische Kunstturnerin. Sie gewann 30 Medaillen bei Olympischen Spielen, Welt- und Europameisterschaften.
Sie begann im Alter von sechs Jahren mit dem Turnen. 1992 nahm Gogean zum ersten Mal an den Weltmeisterschaften teil, wo sie den siebten Platz beim Pferdsprung erreichte. Bei den Europameisterschaften im selben Jahr wurde sie Europameisterin am Boden. Außerdem gewann sie Silber beim Sprung und im Mehrkampf. Der sportliche Höhepunkt des Jahres waren jedoch die Olympischen Spiele in Barcelona. Gogean gewann mit der rumänischen Mannschaft die Silbermedaille. Im Mehrkampf wurde sie Sechste und im Pferdsprung Fünfte. Eigentlich hätte Gogean nicht bei den Olympischen Spielen teilnehmen dürfen, weil das Mindestalter damals bei 15 Jahren lag. Ihr Geburtsjahr wurde jedoch von der rumänischen Delegation manipuliert.
Bei den Weltmeisterschaften 1993 gewann Gogean zum ersten Mal WM-Medaillen. Im Mehrkampf und am Boden war sie Zweite, jeweils hinter der US-Amerikanerin Shannon Miller, und am Schwebebalken gewann sie Bronze.
Die Europameisterschaften 1994 in Stockholm wurden zu Gogeans erfolgreichsten Europameisterschaften. Sie gewann Gold mit der Mannschaft, im Mehrkampf und am Schwebebalken. Dazu kam noch Bronze am Boden und ein vierter Platz beim Sprung. Bei den Weltmeisterschaften im selben Jahr wurde Gogean zum ersten Mal Weltmeisterin. Sie gewann die Titel im Sprung und mit der Mannschaft, außerdem Bronze am Boden.
1995 konnte sie ihre Erfolgsserie fortsetzen. Bei den Weltmeisterschaften in Japan gewann sie Gold mit der Mannschaft und am Boden sowie Bronze beim Pferdsprung. 1996 gewann sie bei den Weltmeisterschaften die Titel am Boden und beim Sprung.
Bei den Europameisterschaften 1996 gewann Gogean drei Medaillen, Gold mit der Mannschaft und Silber am Schwebebalken und beim Sprung. Im selben Jahr wurde sie bei den Olympischen Spielen in Atlanta hinter der Ukrainerin Lilija Podkopajewa Zweite im Mehrkampf und Dritte mit der Mannschaft, am Schwebebalken und beim Sprung.
1997 wurde Gogean bei den Weltmeisterschaften dreifache Weltmeisterin, mit der Mannschaft, am Boden und am Schwebebalken, und außerdem Dritte beim Sprung und Vierte im Mehrkampf. 1998 beendete sie nach dem Welt-Cup-Finale ihre Leistungssportkarriere.
Gogean arbeitete als Trainerin, Kommentatorin und Kampfrichterin und wurde 2013 in die International Gymnastics Hall of Fame aufgenommen.